# Krucjata aleksandryjska
Krucjata aleksandryjska – wyprawa wojenna z 1365 roku pod wodzą Piotra I, króla Cypru (1358–1369), której celem było zdobycie Aleksandrii. W przeciwieństwie do wielu poprzednich krucjat, uczestnikami kierowały w większym stopniu pobudki ekonomiczne niż religijne. Przygotowania do krucjaty zajęły Piotrowi I aż 3 lata. Okrętów do transportu wojska dostarczyli Wenecjanie i Genueńczycy. Na Rodos przyłączyli się do wojsk Piotra I Cypryjskiego joannici. 9 października okręty stanęły na redzie w Aleksandrii. Po wylądowaniu krzyżowców doszło do rzezi i rabunków, o których relacje wstrząsnęły nawet światem zachodnim. Usunęli się z miasta po 3 dniach, wobec zbliżającej się odsieczy wojsk mameluckich.
Jo van Steenbergen, powołując się na Petera Edbury’ego, twierdzi, że początkowo krucjata miała na celu doprowadzenie do upadku Aleksandrii i przejęcie jej pozycji jako czołowego portu we wschodniej części Morza Śródziemnego, przez Famagustę na Cyprze. Van Steenbergen opierając się na średniowiecznych relacjach arabskich, np. Alego Al-Makriziego, wskazuje, że najeźdźcom powiodło się zdobycie miasta częściowo dzięki zastosowaniu ataku dywersyjnego, w wyniku którego udało się odwrócić uwagę obrońców od głównych sił wroga. W rezultacie najeźdźcy przeprowadzili skuteczny atak na miasto z obu kierunków, jednocześnie wprawiając obrońców w panikę.